# Karl-Liebknecht-Haus

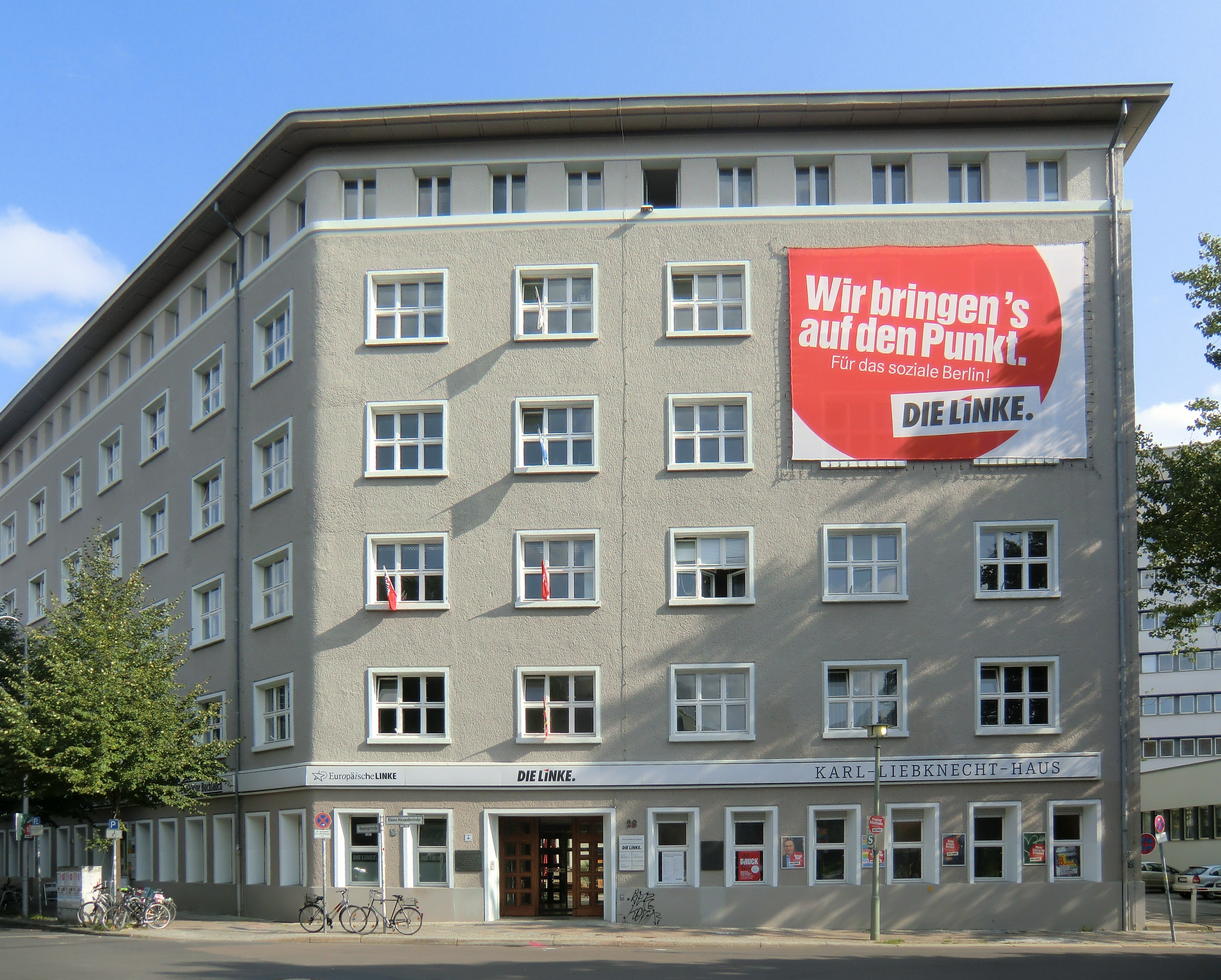
Das Karl-Liebknecht-Haus, 2011

Das Karl-Liebknecht-Haus ist ein 1910 erbautes und denkmalgeschütztes Bürogebäude im Berliner Ortsteil Mitte. Es wurde als Parteizentrale der KPD in der Weimarer Republik nach Karl Liebknecht benannt. In der Frühphase des Nationalsozialismus wurde das Gebäude als „wildes“ KZ genutzt und in Horst-Wessel-Haus umbenannt. In der DDR wurde das zurückbenannte Gebäude vor allem als Büro- und Gästehaus der SED und des Instituts für Marxismus-Leninismus beim Zentralkomitee der SED genutzt. Ab 1990 war das Haus Sitz der PDS und ist seit 2007 unter anderem die Bundesgeschäftsstelle der Partei Die Linke. Es befindet sich in der Kleinen Alexanderstraße 28 und in der angrenzenden Weydingerstraße 14–16 zwischen Alexanderplatz und Rosa-Luxemburg-Platz.

## Geschichte

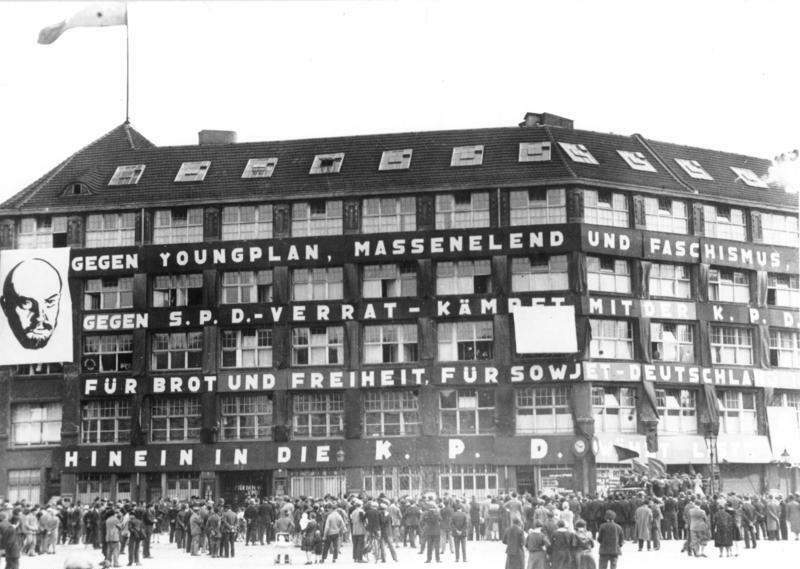
Parolen am Karl-Liebknecht-Haus zur Reichstagswahl 1930

Das Gebäude wurde 1910 im Auftrag des Fabrikanten Rudolph Werth als Bürogebäude im Scheunenviertel erbaut. Am 26. Juli 1926 erwarb es die Kommunistische Partei Deutschlands (KPD) von einer Berliner Likörfabrik AG in Liquidation. Um den Kaufpreis von 450.000 Mark (kaufkraftbereinigt in heutiger Währung: rund 2,08 Millionen Euro) aufzubringen, hatte sie das Gebäude des unweit gelegenen Zentralkomitees (ZK) der KPD in der Rosenthaler Straße verkauft und bei der Preußischen Staatsbank eine Hypothek von 650.000 Mark für das neue Gebäude aufgenommen. Das Immobiliengeschäft brachte der Parteikasse durch Abschreibungen 20.000 Mark Gewinn ein. Während der erheblichen Umbauten von 1926 bis 1928 begann die Nutzung durch bisher an verschiedenen Standorten untergebrachte Parteistellen. Das ZK der KPD zog im Spätsommer 1927 ins Haus ein. Ab wann genau es den Namen Karl Liebknechts – des im Zuge der Novemberrevolution im Januar 1919 ermordeten Mitbegründers der KPD – trug, ist nicht genau bekannt. Zunächst waren neben dem ZK die KPD-Bezirksleitung Berlin-Brandenburg-Lausitz-Grenzmark, die Redaktion der KPD-Zeitung Die Rote Fahne, eine Buchhandlung, das Zentralkomitee des Kommunistischen Jugendverbandes Deutschlands, ein Laden für Uniformen des Roten Frontkämpferbundes und eine Druckerei dort untergebracht. Auch die deutsche Redaktion der Komintern-Zeitung Inprekorr war dort untergebracht. In diesen Jahren war es Arbeitsplatz der Parteiführung um Ernst Thälmann, darunter Wilhelm Pieck, Walter Ulbricht und Herbert Wehner. Unter dem Dach des Karl-Liebknecht-Hauses hatten Künstler wie John Heartfield und Max Gebhard ihre Ateliers. Am 9. August 1931 ermordeten die KPD-Angehörigen Erich Mielke und Erich Ziemer in unmittelbarer Nähe des Hauses zwei Polizeioffiziere. Die Morde auf dem Bülowplatz hatten die mehrtägige Besetzung und eine erfolglose Durchsuchung der Parteizentrale durch die Polizei zur Folge.

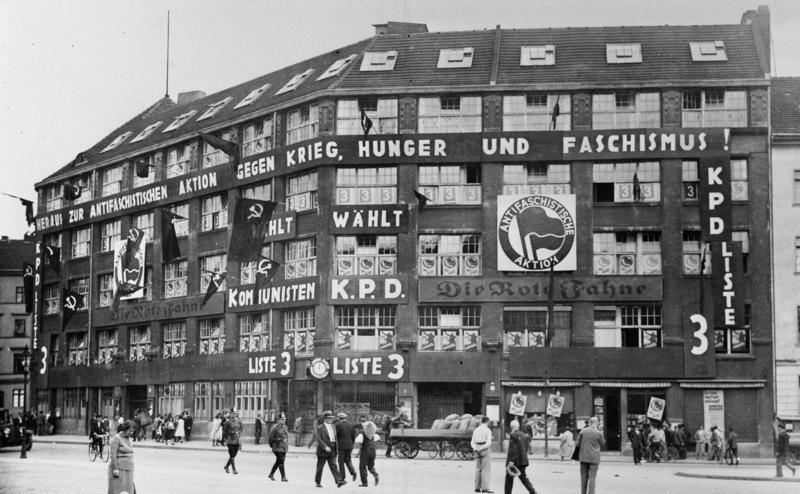
Karl-Liebknecht-Haus mit Fahnen der Antifaschistischen Aktion, 1932

Die Politische Polizei durchsuchte im Februar 1933 erneut das Karl-Liebknecht-Haus. Am 26. Februar 1933 wurde es geschlossen. Die SA besetzte das Gebäude am 8. März 1933 und benannte es in Horst-Wessel-Haus um. Sie benutzte es bis in den Sommer 1933 als „wildes“ KZ zur Terrorisierung von NS-Gegnern. Die Gestapo stieß bei einer Durchsuchung am 15. November 1933 auf zwei Verstecke im Gebäude, die bei den bisherigen Durchsuchungen unentdeckt geblieben waren. Sie enthielten neben zwei leichten Maschinengewehren 16 weitere Schusswaffen mit Munition sowie eine große Anzahl von Akten der Parteileitung mit Angaben zu Funktionären wie Lebensläufe, Adressen und Verwendung. Die Funde gingen vermutlich auf Angaben des verhafteten Alfred Kattner zurück, der zur engsten Umgebung Thälmanns gehört hatte. Im Jahr 1935 endete ein Umbau mit der Übergabe an das Katasteramt der preußischen Finanzverwaltung. Die neue Eingangshalle war als Gedenkraum für Wessel gestaltet. Ab Januar 1937 war das Horst-Wessel-Haus Sitz der SA-Gruppe Berlin-Brandenburg.
In der Schlacht um Berlin 1945 wurde das unversehrte Haus nach der Einnahme durch die Rote Armee teilweise durch zeitverzögerte Sprengsätze der Wehrmacht zerstört. Die tragende Konstruktion des Gebäudes blieb jedoch im Wesentlichen erhalten. Im Dezember 1947 übergab die sowjetische Besatzungsmacht das beschlagnahmte Gebäude der 1946 von der KPD gegründeten „Fundament-Gesellschaft“. Ab 1949 wurde es auf Beschluss der SED-Führung mit geringen Fassadenveränderungen sowie um ein Geschoss erweitert erneut aufgebaut. Die Arbeiten konnten zu Josef Stalins 71. Geburtstag im Dezember 1950 weitgehend abgeschlossen werden. Das Gebäude benutzten zunächst zentrale Dienststellen der SED, deren Führung im nahen Haus der Einheit amtierte, später das Institut für Marxismus-Leninismus beim Zentralkomitee der SED als Büro- und Gästehaus.
Nach der politischen Wende in der DDR folgte eine Auseinandersetzung um rechtmäßig und unrechtmäßig angeeignetes Vermögen von Parteien und Verbänden der DDR. Als Nachfolgerin der SED führte die Partei des Demokratischen Sozialismus (PDS) Auseinandersetzungen mit der Treuhandanstalt um das Parteivermögen, wie das Karl-Liebknecht-Haus. Diese gipfelten in einem Hungerstreik prominenter PDS-Mitglieder und diversen Hausdurchsuchungen durch die Polizei. In einem Vergleich verzichtete die PDS schließlich auf den größten Teil des Immobilienbesitzes. Das Karl-Liebknecht-Haus und das Hotel am Wald im thüringischen Elgersburg sind heute die einzigen Immobilien im Besitz der Partei, da sie schon vor der SED-Gründung 1946 im Eigentum der KPD waren.
Von 1990 bis 2007 befand sich in dem Gebäude die Parteizentrale der PDS und gleichzeitig der Sitz des Berliner Landesvorstands. Seit der Verschmelzung mit der WASG beherbergt es die Bundesgeschäftsstelle der Partei Die Linke und die Geschäftsstelle des Berliner Landesverbandes. Der Jugendverband Linksjugend solid sowie der Studierendenverband Die Linke.SDS haben ebenfalls ihre Bundesgeschäftsstellen im Karl-Liebknecht-Haus. Im Gebäudeteil in der Weydingerstraße befinden sich außerdem ein Buchladen und Büros diverser Organisationen und Vereine, darunter das der FDJ.

## Gedenktafeln

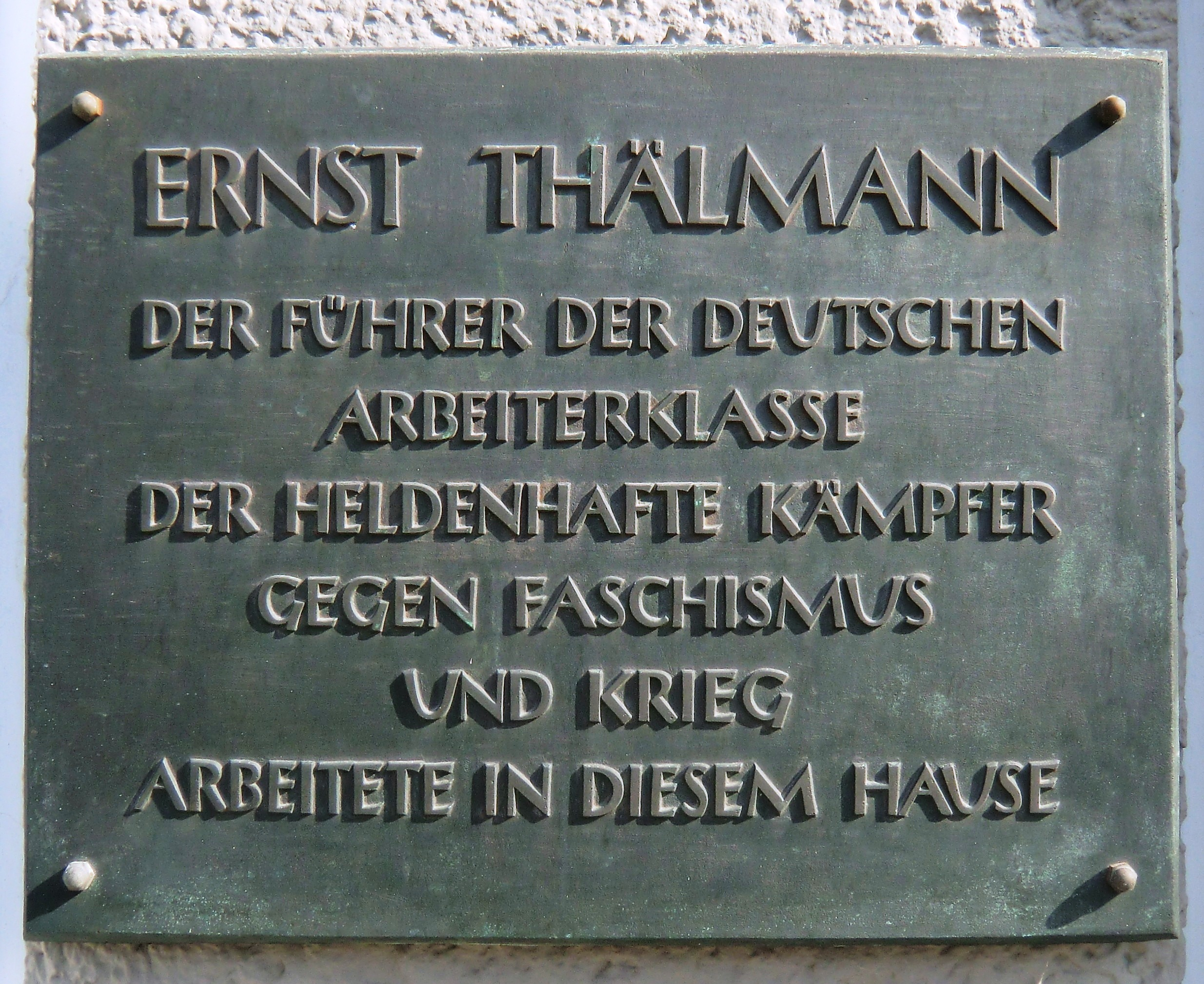
Gedenktafel am Karl-Liebknecht-Haus

An der Front des Karl-Liebknecht-Hauses befinden sich, nahe zum Haupteingang, drei verschiedene Gedenktafeln. Zwei der drei wurden bereits in der DDR angebracht und heben die kommunistische Vergangenheit des Hauses hervor. Es handelt sich um eine Gedenktafel für den ehemaligen KPD-Vorsitzenden Thälmann sowie eine für das Haus als Arbeitsstätte des ZK der KPD. Der konkrete Text letzterer lautet:

„Karl-Liebknecht-Haus // In diesem Gebäude arbeitete in den Jahren 1926 bis 1933 das Zentralkomitee der Kommunistischen Partei Deutschlands“

Ergänzend wurde am 17. Dezember 2013 eine Gedenktafel für die linken Opfer des stalinistischen Terrors am Karl-Liebknecht-Haus enthüllt. Die Enthüllung folgte damit einem Beschluss des Parteivorstands der Partei Die Linke auf ihrer Sitzung vom 18. bis 20. Oktober 2013. Die Gedenktafel trägt die Inschrift:

„Ehrendes Gedenken an Tausende deutsche Kommunistinnen und Kommunisten, Antifaschistinnen und Antifaschisten, die in der Sowjetunion zwischen den 1930er und 1950er Jahren willkürlich verfolgt, entrechtet, in Straflager deportiert, auf Jahrzehnte verbannt und ermordet wurden“

Im weiteren Gedenken trägt ein repräsentativer Raum im Haus den Namen Rosa-Luxemburg-Saal.